# الربيع الأوروبي (ثورات 1848)
ربيع الشعوب أو الثورات الأوروبية عام 1848 تعرف أيضاً في بعض البلدان باسم ربيع الأمم وربيع الشعوب وعام الثورة، كانت سلسلة من الاضطرابات السياسية في جميع أنحاء القارة الأوروبية. وعدت من أكثر الموجات الثورية انتشارا في تاريخ أوروبا.
كانت الثورات ذات طابع ديمقراطي في الأساس، بهدف إزالة الهياكل الإقطاعية القديمة وخلق دول وطنية مستقلة. بدأت الموجة الثورية بالثورة الفرنسية في فبراير، سرعان ما امتدت إلى بقية أوروبا. وقد تأثرت أكثر من 50 دولة بتلك الموجة، ولكن لم يكن هناك أي تنسيق أو تعاون بين ثوريي تلك الدول. ووفقا لإيفانز وفون ستراندمان (2000) فإن من بين العوامل الرئيسية المساهمة في انتشار تلك الموجة هي الشعور العام بعدم الرضا على القيادة السياسية، والمطالبة بزيادة المشاركة في الحكومة والديمقراطية، وحرية الصحافة، بالإضافة إلى مطالب الطبقة العاملة، وازدياد النزعة القومية، وإعادة تشكيل قطعات الجيوش الحكومية القائمة.
وكانت الانتفاضات تقودها تحالفات مختصة من الإصلاحيين والطبقات الوسطى والعمال الذين لم يجتمعوا معا منذ زمن. حيث قتل عشرات الآلاف من البشر وهجر العديد منهم. ولكن بالمحصلة النهائية أتت إصلاحات هامة ودائمة، مثل إلغاء القنانة في النمسا-المجر، ونهاية الملكية المطلقة في الدنمارك، وإدخال الديمقراطية البرلمانية في هولندا. أما الثورات الأكثر أهمية فكانت في فرنسا وهولندا والدويلات التي شكلت الإمبراطورية الألمانية أواخر القرن 19 وأوائل القرن 20 وإيطاليا والإمبراطورية النمساوية.

## البدايات

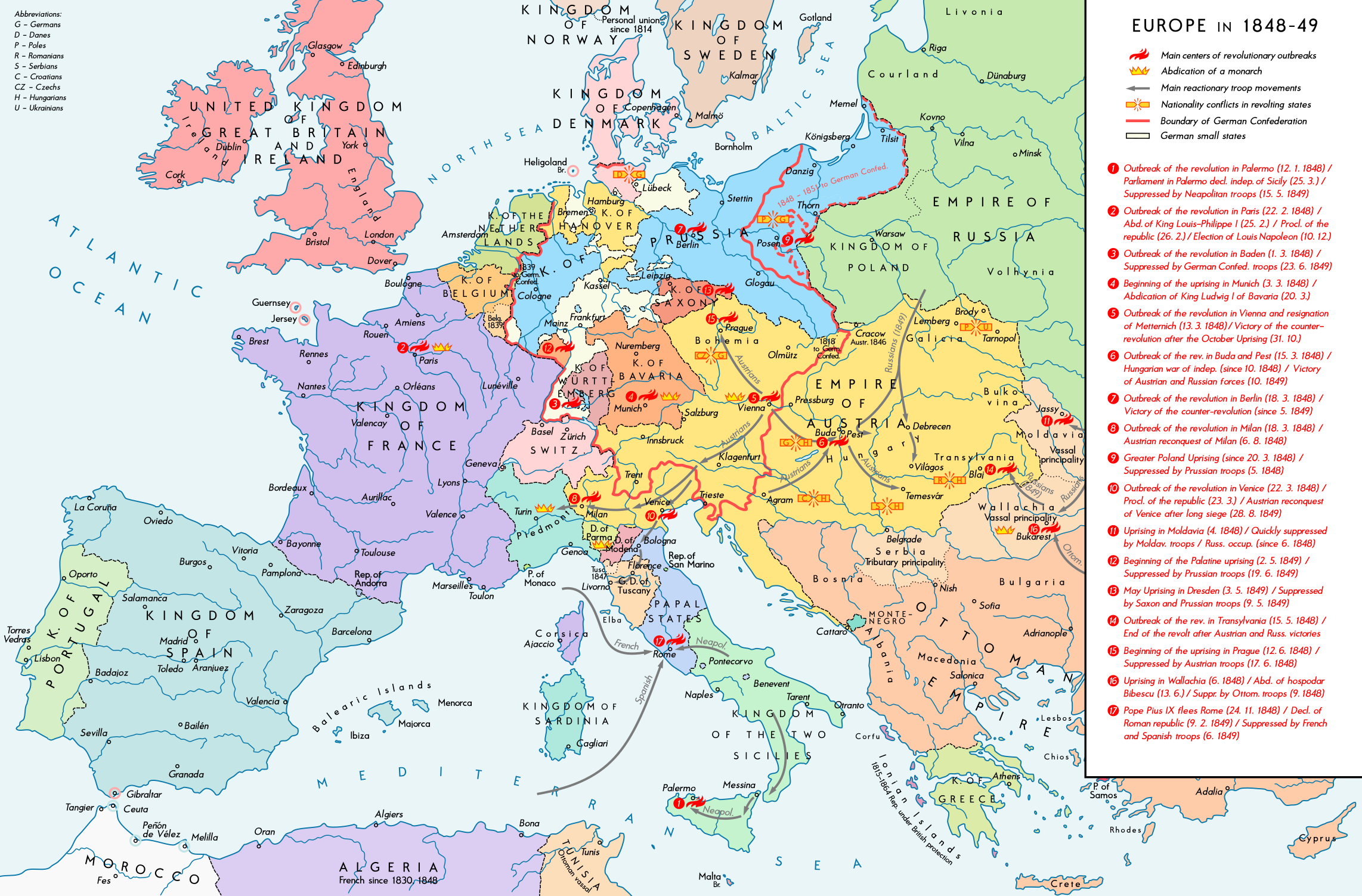
خريطة لأوروبا في 1848-1849 تصور المراكز الثورية الرئيسية، وتحركات القوات المضادة للثورة الهامة والدول التي تنازلت عنها

نشأت تلك الثورات من أسباب عديدة يصعب التمعن بها والإستدلال على أنها ناتجة عن حركة متماسكة أو من مجموعة من الظواهر الاجتماعية. فقد حدثت تغيرات عديدة في المجتمع الأوروبي طوال النصف الأول من القرن 19. وكان كل من الإصلاحيين الليبراليين والسياسيين الراديكاليين يعيدون تشكيل حكوماتهم الوطنية.
وقد احدثت التغيرات التقنية ثورة في حياة الطبقات العاملة. وساهمت الصحافة المتميزة بشعبيتها في نشر الوعي وبرزت قيم جديدة وأفكار مثل الليبرالية الشعبية والقومية والاشتراكية. كما أكد بعض المؤرخين أن النقص الفادح في إنتاج المحاصيل وخاصة في 1846 كان سببا في انتشار الفقر والبلاء في أوساط الفلاحين والعمال القاطنين خارج المدن.

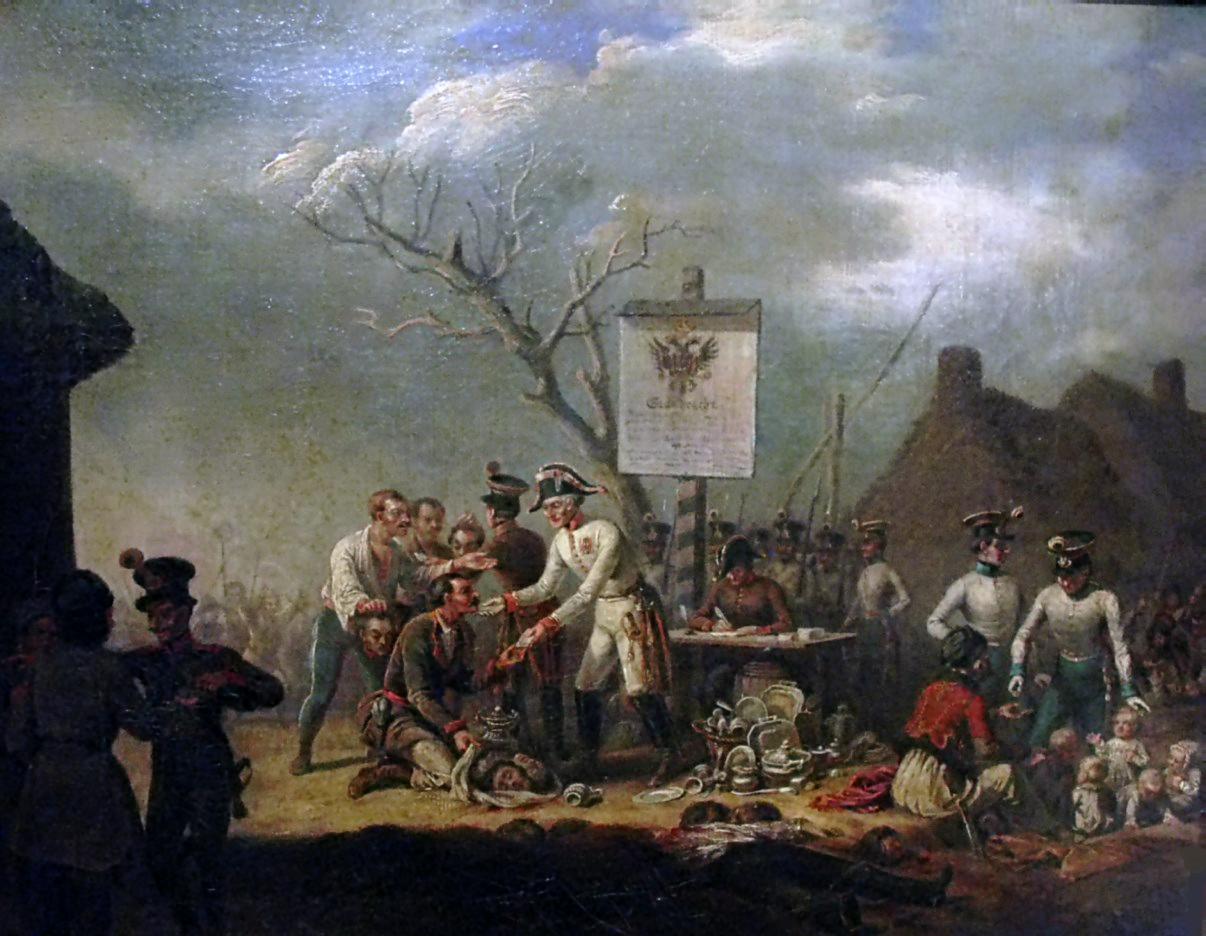
المذابح الغاليسية (بالبولندية: Rzeź galicyjska) إنه وصف للمجزرة التي راح ضحيتها نبلاء بولنديون على أيدي الفلاحين في غاليسيا سنة 1846.

ازدادت أعداد النبلاء المستاءين من الاستبداد الملكي أو شبه مطلق. فانتفضوا في غاليسيا النمساوية سنة 1846، التي لم تواجه إلا عندما ثار الفلاحون بدورهم ضد النبلاء. بالإضافة إلى ذلك فقد كان هناك مخطط للقوى الديموقراطية في بولندا الكبرى للإنتفاضة ضد بروسيا، ولكن لم يتم تنفيذ المخطط فعليا.
ثم بدأت بدأت الطبقات الوسطى بالاحتجاج. وقد بدأ كلا من كارل ماركس وفريدريك إنجلز الذان كانا في بروكسل بكتابة بيان الحزب الشيوعي (الذي نشر باللغة الألمانية في لندن يوم 21 فبراير 1848) بناء على طلب الرابطة الشيوعية (وهي منظمة تتألف أساسا من العمال الألمان). ثم بدأوا بالتحريض داخل ألمانيا بعد تمرد مارس في برلين. وأصدروا من باريس «مطالب الحزب الشيوعي في ألمانيا» في مارس؛ حيث حث الكتيب على توحيد ألمانيا والاقتراع العام وإلغاء الإقطاعية وبعض الأهداف التي تنشدها الطبقة الوسطى.
كانت كل من الطبقة العاملة والطبقة المتوسطة تتقاسمان نفس الرغبة في الإصلاح وتتفقان على الكثير من الأهداف المحددة. غير أن المشاركة في الثورة شكلت نقطة التباين. إن الطبقة الوسطى هي التي بادرت بخلق الجو أكثر تحفيزا وقوة وحركة، غير أن دوي مدافعها انطلق من الأسفل (الطبقة الدنيا). فاندلعت الثورات أولا في المدن.

### العمال في المناطق الحضرية
ارتفع عدد سكان المناطق الريفية الفرنسية بسرعة، مما دفع العديد من الفلاحين إلى البحث عن عيشهم في المدن. وكان الكثير من البرجوازية يخشون على أنفسهم ويتفادون الاختلاط بالعاملين الفقراء. فالعديد من العمال غير المهرة يكدحون من 12 إلى 15 ساعة عمل يوميا، ويعيشون في أحياء فقيرة مزدحمة وتنتشر فيها الأمراض والأوبئة. وقد شعر الحرفيون التقليديون بضغوط التصنيع بعد أن فقدوا نقاباتهم. قام الثوريون مثل كارل ماركس بفتح منهاج يمكن اتباعه.
وكذلك كان الوضع في ألمانيا مماثلا. فقد انتشر التصنيع في العديد من مناطق بروسيا تدريجيا. فخلال عقد 1840 سمح اعتماد على الآلات في صناعة النسيج بانخفاض في أسعار الألبسة وتراجع في كمية المنتجات المصنعة يدويا والتي كانت تستورد من ألمانيا قبل ذلك. وأحدثت الإصلاحات تحسنا في أوضاع الريف التي يسودها الإقطاع. إلا أن العمال الصناعيين ظلوا غير راضين عن ذلك وضغطوا من أجل إحداث تغيير أكبر.
كان عمال المناطق الحضرية ينفقون نصف دخلهم على الطعام والغذاء الذي يتألف في معظمه من الخبز والبطاطس. ونتيجة لضعف المحاصيل، فقد ارتفعت أسعار المواد الغذائية وانخفض الطلب على السلع المصنعة، مما تسبب في زيادة البطالة. وخلال الثورة وبغية معالجة مشكلة البطالة، نظمت حلقات عمل للرجال المهتمين بأعمال البناء. كما أقام المسؤولون ورش عمل للنساء عندما شعرن بأنهن مستبعدات. وقام الحرفيون والعاطلون عن العمل بتدمير الآلات الصناعية عندما أحسوا بالتهديد أن تلك الآلات تمنح أصحاب العمل مزيدا من السلطة عليهم.

### المناطق الريفية
أدى النمو السكاني في المناطق الريفية إلى نقص الغذاء، والضغط على الأراضي، والهجرة سواء داخل أوروبا أو خارجها وخاصة إلى أمريكا الشمالية. في السنوات 1845-1846 تسبب نقص البطاطاس في أزمة معيشية حادة في أوروبا الشمالية. حيث انتشرت تلك الأزمة خصوصا في أيرلندا التي عرفت بمجاعة أيرلندا الكبرى، وانتشرت أعراضها القاسية حتى بلغت مرتفعات اسكتلندا ومناطق أوروبا القارية.
ان يمتلك الناس الثروة (والسلطة المناسبة) يعني أنهم بالضرورة ملاك أراضي يمارسون السلطة بحق الفلاحين. لذلك انفجرت مطالب الفلاحين الثورية ابتداء من 1848.

### تأثير الأفكار
على الرغم من الجهود القوية وعنيفة في كثير من الأحيان من القوى الراسخة والرجعية للبقاء، إلا أن الأفكار المدمرة لها قد اكتسبت شعبية، وهي: الديمقراطية والليبرالية والقومية والاشتراكية.
في لغة الأربعينيات من القرن 19: كانت «الديمقراطية» تعني حق التصويت للذكور، و«الليبرالية» تعني أساسا موافقة المحكومين، وتقييد سلطة الكنيسة والدولة، والحكومة الجمهورية، وحرية الصحافة والفرد. «القومية» تؤمن بتوحيد الناس مرتبطين ب (أو مزيج من) اللغات المشتركة والثقافة والدين والتاريخ المشترك، وبالطبع الجغرافيا المتصلة. وهناك أيضا حركات وحدوية في ذاك الوقت، حيث كانت ألمانيا وإيطاليا مقسمتين إلى دويلات صغيرة ومستقلة عن بعضها البعض. ولم يكن لمصطلح «الاشتراكية» في الأربعينيات من القرن 19 تعريف متفق عليه، وهو ما يعني أشياء مختلفة لأشخاص مختلفين، ولكنه كان يستخدم عادة في سياق القوة للعاملين في نظام يقوم على ملكية العمال لوسائل الإنتاج.

## الأحداث حسب البلد أو المنطقة

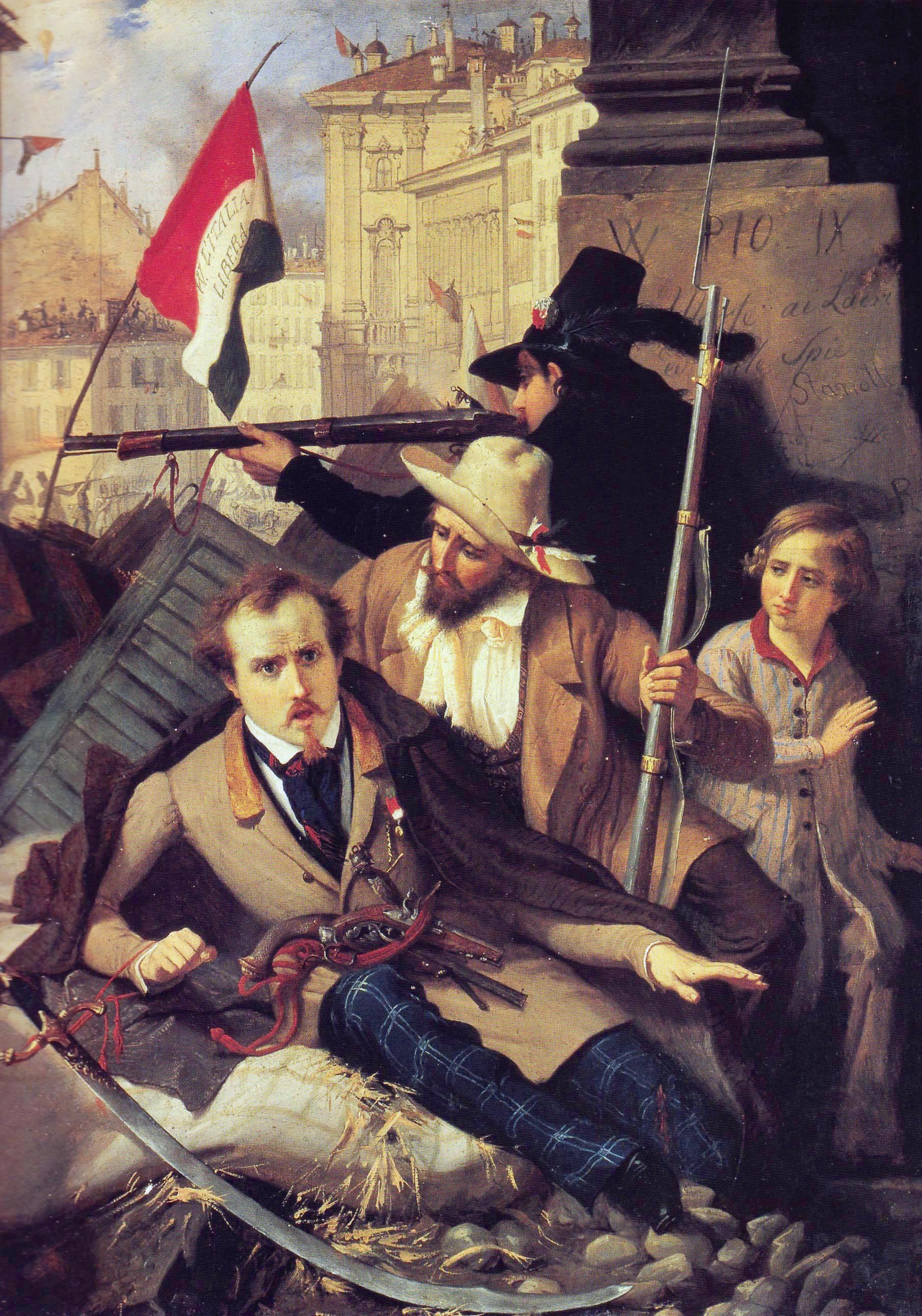
صورة واقعية من خمسة أيام من ميلان.

### الدويلات الإيطالية
على الرغم من أنه لم يظهر إلا القليل من معالم قوية على الثورة في ذلك الوقت، إلا أن أول بداية لثورة كبيرة كان في صقلية بدأت في يناير 1848. وكانت هناك عدة ثورات سابقة ضد حكم البوربون؛ نجحت الأخيرة منها في إيجاد دولة مستقلة لمدة 16 شهراً قبل عودة البوربون. خلال تلك الشهور، كان الدستور متقدما جدا لوقته في المصطلحات الديمقراطية الليبرالية، كما كان هناك اقتراح لكونفدرالية بين الدول الإيطالية. وقد انعكست تلك الثورة الفاشلة بعد اثني عشر سنة عند انهيار مملكة الصقليتين البوربونية في 1860-1861 ومع توحيد إيطاليا.

### فرنسا
اندلعت «ثورة فبراير» في فرنسا من خلال قمع مخيم ملتقى سياسي. وقادت المثل الوطنية والجمهورية تلك الثورة بين عامة الفرنسيين، الذين آمنوا بأن الشعب يجب أن يحكم نفسه. أنهت الثورة حكم الملكية الدستورية للملك لويس فيليب، وقادت لإنشاء الجمهورية الفرنسية الثانية. وترأس هذه الحكومة لويس نابليون الذي أسس بعد أربع سنوات فقط الإمبراطورية الفرنسية الثانية في 1893‏

### الولايات الألمانية

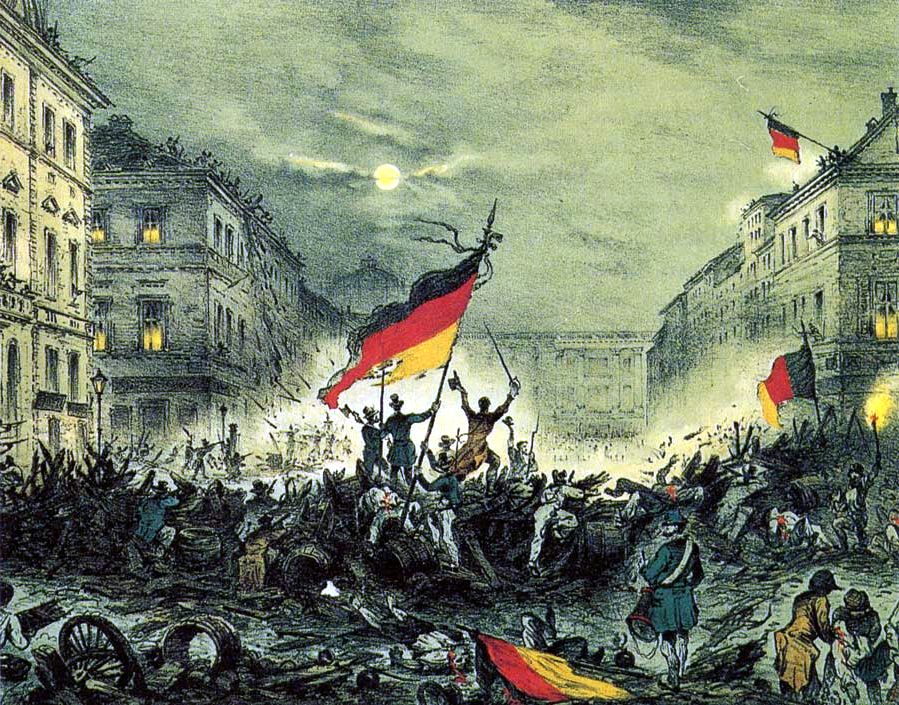
الثوار في برلين في مارس 1848 يلوحون بأعلام الثورة.

جرت «ثورة مارس» في الولايات الألمانية في جنوب وغرب ألمانيا، حيث التجمعات السكانية الكبيرة والمظاهرات الجماهيرية، وقادها الطلبة والمثقفين المتعلمين، فطالبوا بالوحدة الوطنية الألمانية وحرية الصحافة وحرية التجمع. ولم تكن الانتفاضات منسقة تنسيقا جيدا، ولكن كانت متفقة في رفض الهياكل السياسية الاستبدادية التقليدية في 39 دولة من دول الاتحاد الألماني. أما الطبقة الوسطى والطبقة العاملة فهم عناصر في تقسيم الثورة، وقد انهزمت الثورة في النهاية أمام الطبقة الأرستقراطية المحافظة، مما أجبر العديد من الليبراليين للخروج إلى المنفى.

### الدنمارك
حكمت الدنمارك بنظام ملكية مطلقة منذ القرن 17. وقد حكمها الملك كريستيان الثامن وهو مصلح معتدل ولكن حكمه لا يزال مطلقا، وتوفي في يناير 1848 خلال فترة من المعارضة المتزايدة من المزارعين والليبراليين. وقاد الحزب الليبرالي الوطني المطالب بملكية دستورية مسيرة شعبية إلى قصر كريستيانسبورغ في 21 مارس. حيث التقى الملك الجديد فريدريك السابع بمطالب الليبراليين وشكل حكومة جديدة تضم قادة بارزين في الحزب الليبرالي الوطني.
أرادت الحركة الليبرالية الوطنية إلغاء الحكم المطلق مع الإبقاء بقوة على دولة مركزية. قبل الملك بالدستور الجديد الذي يوافق على تقاسم السلطة مع برلمان من مجلسين يسمى ريجداغ [الإنجليزية]. بالرغم من أن ضباط الجيش كانوا غير راضين إلا أنهم قبلوا الترتيب الجديد الذي على عكس بقية أوروبا لم ينقلب عليه الرجعيون. لم يمتد الدستور الليبرالي إلى منطقة شلسفيغ، تاركا سؤال شلسفيغ هولشتاين دون إجابة.

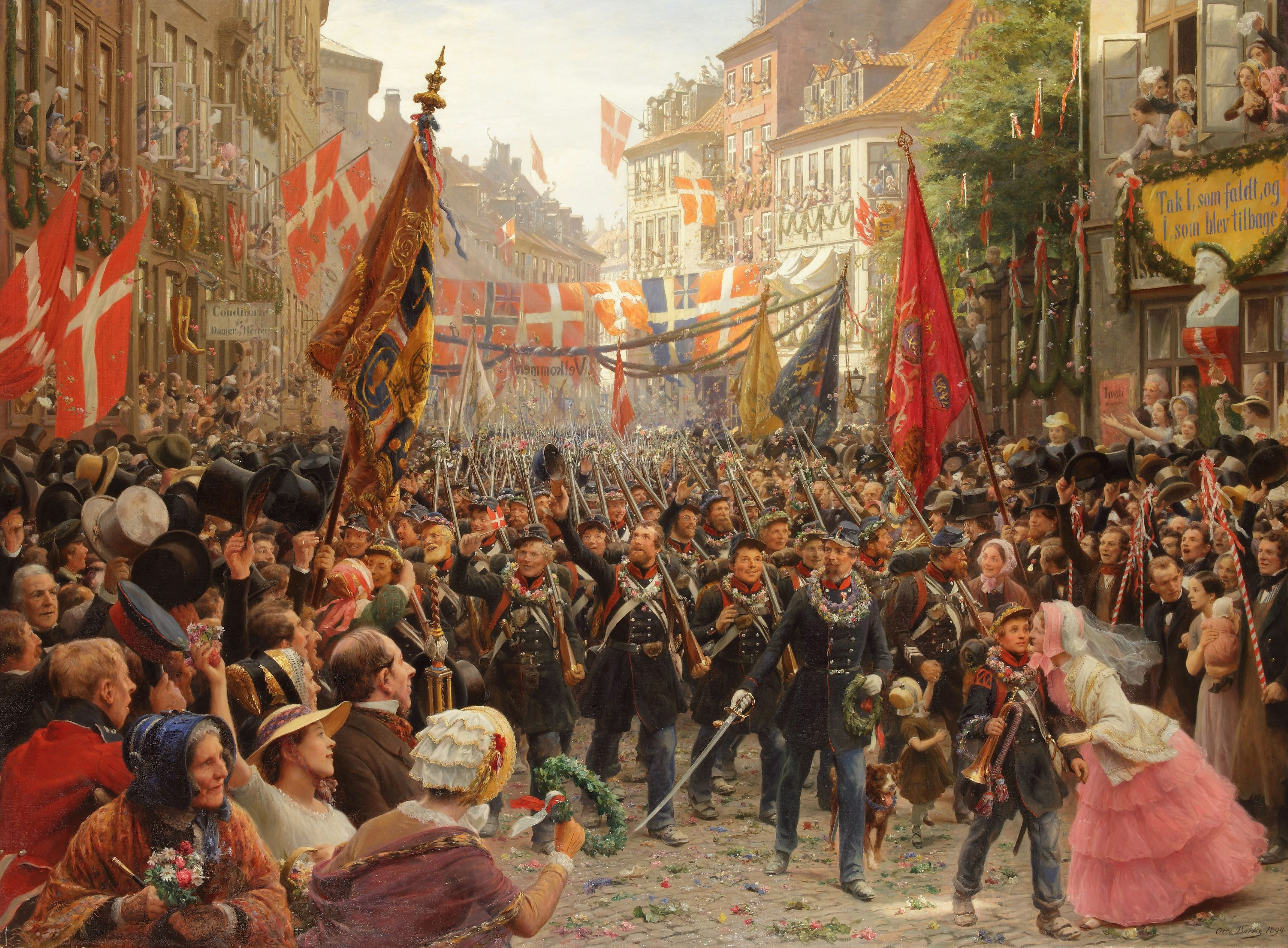
الجنود الدنماركيون في عرض عسكري في كوبنهاغن سنة 1849 بعد انتصارهم في حرب شلسفيغ الأولى.

#### شلسفيغ
احتوت منطقة شليسفيغ على كل من الدنماركيين والألمان، وكانت جزءا من الملكية الدنماركية إلا أنها بقيت دوقية منفصلة عن المملكة. وبدافع من الارتباط العاطفي للشعوب الجرمانية حمل المان شلسفيغ السلاح ضد الدنمارك احتجاجا على سياسة جديدة اعلنتها الحكومة الليبرالية الوطنية الدنماركية التي أرادت دمج الدوقية بالكامل في الدنمارك.
ثار ألمان شليسفيغ-هولشتاين، فأرسلت الولايات الألمانية جيوشها للمساعدة بإيحاء من رجال الدين البروتستانت. ولكن الدنمارك انتصرت في الحرب سنة 1849 مما أدى إلى معاهدة برلين (1850) وبروتوكول لندن (1852). وأعادوا تأكيد سيادة ملك الدنمارك عليها ولكن منع الاتحاد معها. وقد حاولت الدنمارك الاتحاد القسري، مما أدى إلى تجدد الحرب سنة 1863 وانتصار بروسيا في 1864.

### إمبراطورية هابسبورغ

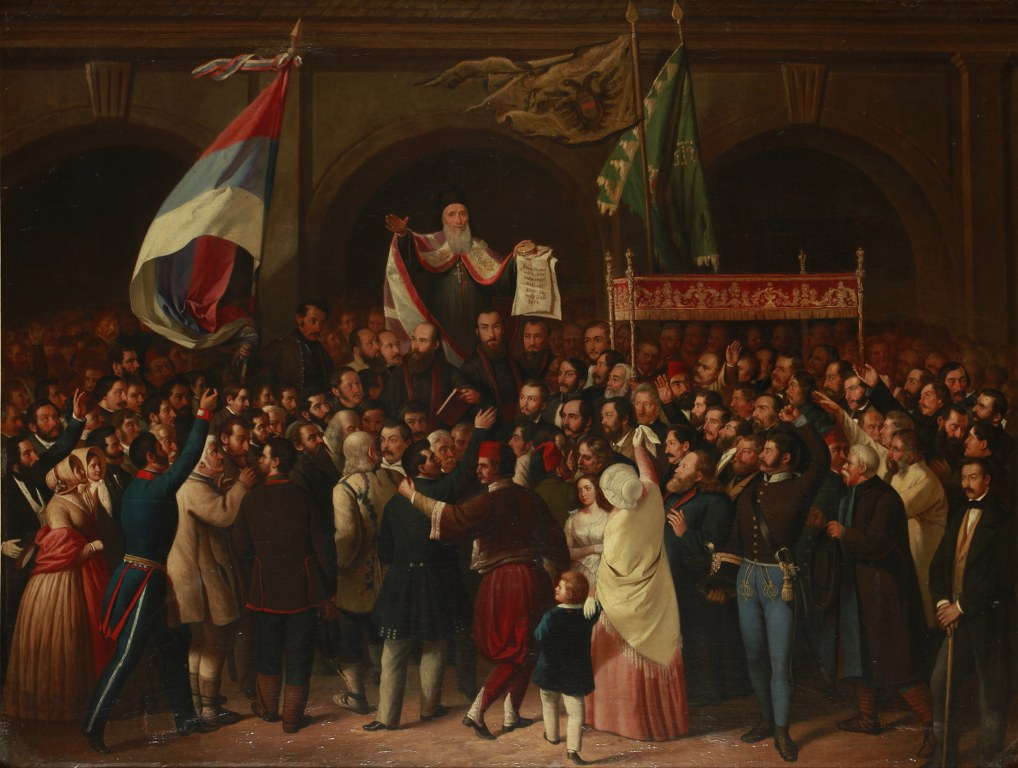
إعلان فويفودينا الصربية في مايو 1848

تعرضت إمبراطورية هابسبورغ النمساوية لتهديدات خطيرة من الحركات الثورية ذات طابع قومي في الفترة من مارس 1848 حتى يوليو 1849. وتضم تلك الإمبراطورية وعاصمتها فيينا شعوب نمساوية وهنغارية وسلوفينية وبولندية وتشيك والكروات والسلوفاك والأوكرانيين/الروثينيين والرومان والصرب والإيطاليين، وحاولوا جميعا من خلال الثورة تحقيق الاستقلال الذاتي أو الاستقلال أو حتى الهيمنة على جنسيات أخرى. حيث أن الصورة القومية إزدادت تعقيدا بسبب الأحداث المتزامنة في الولايات الألمانية التي انتقلت نحو وحدة وطنية ألمانية أكبر.

#### هنغاريا

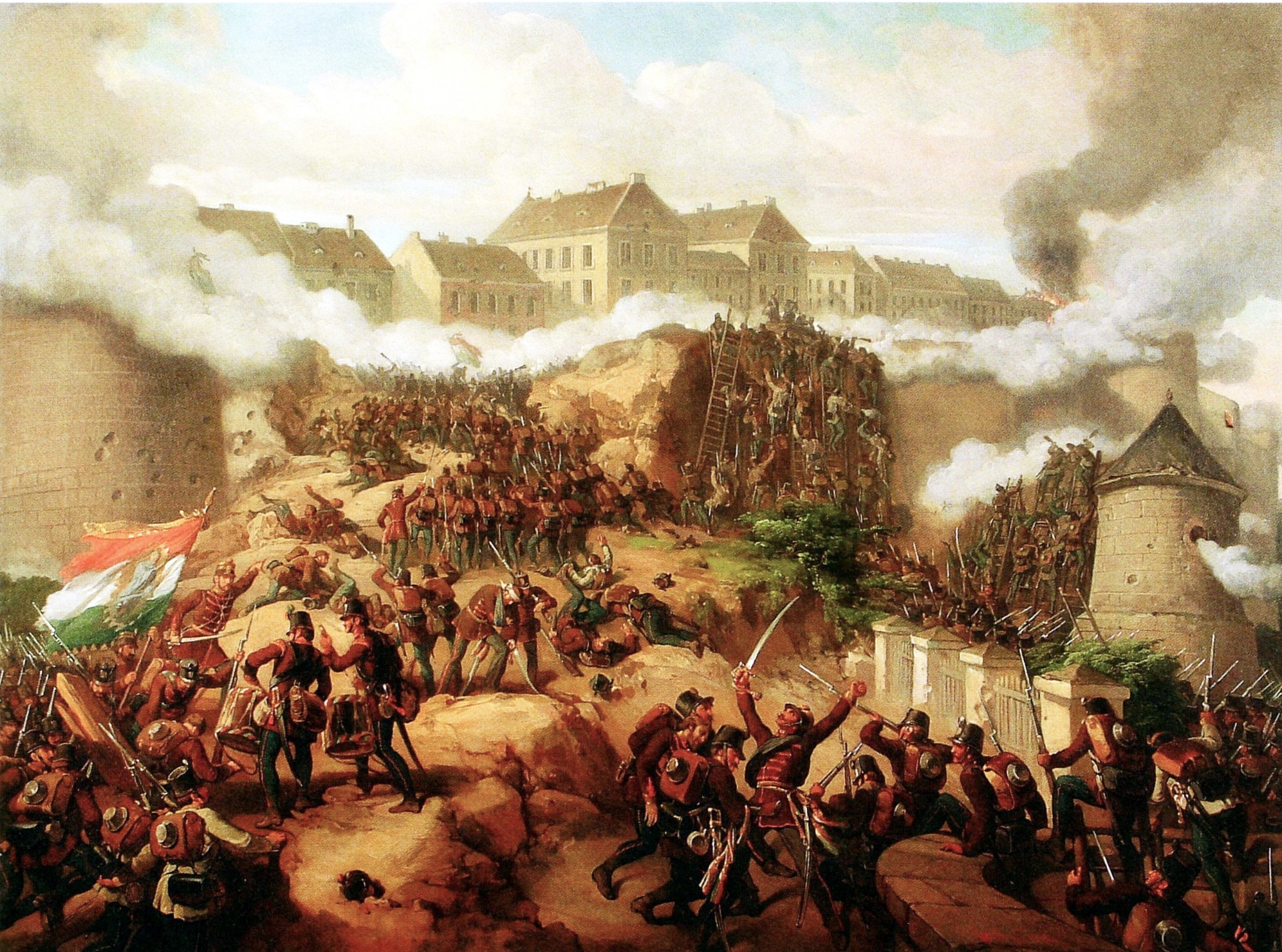
معركة بودا في مايو 1849 بريشة مور تان

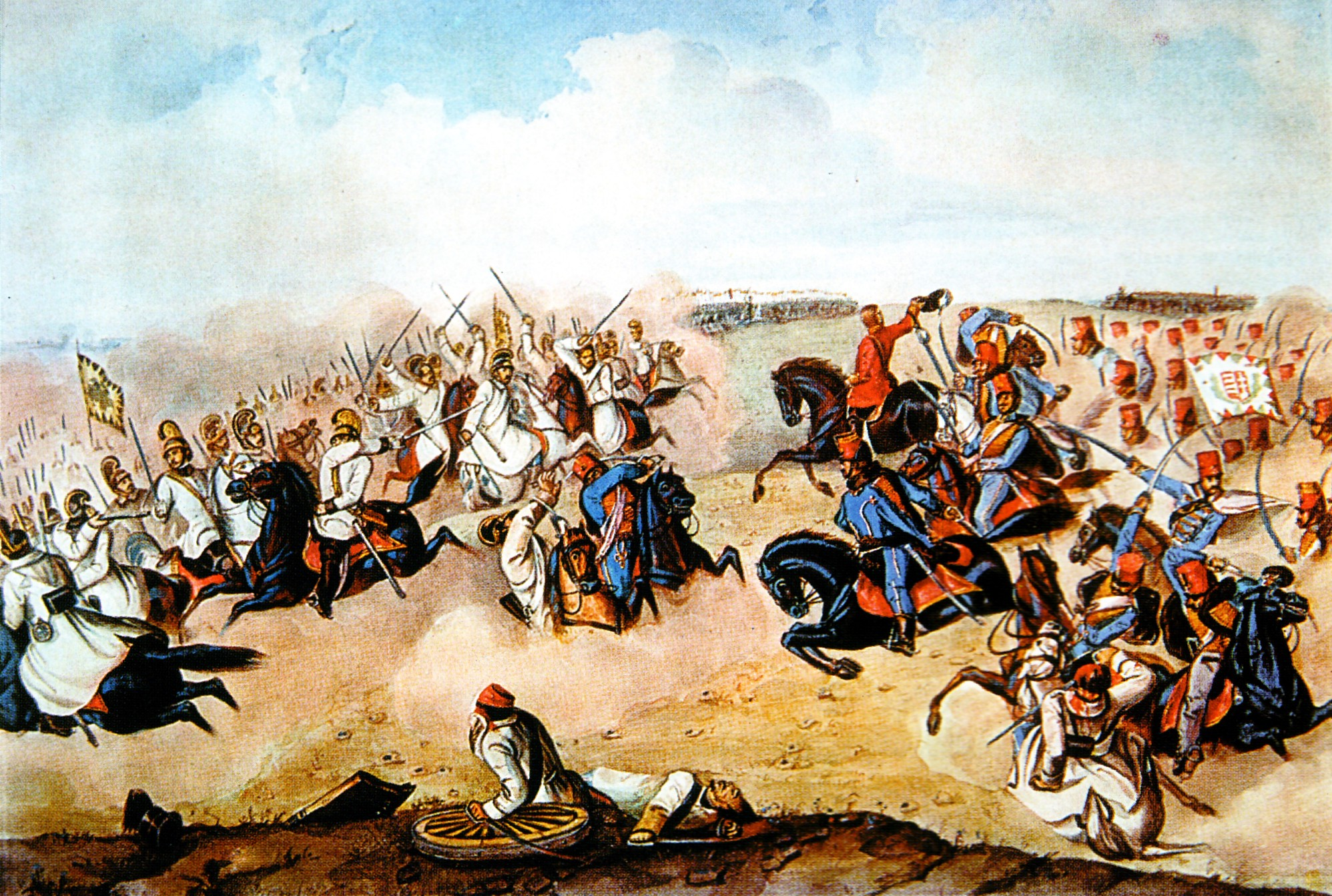
خيالة هنغاريين (هوسار) في المعركة خلال الثورة الهنغارية

تعد الثورة المجرية 1848 الأطول زمنا في أوروبا، حيث سحقتها كلا من الجيوش النمساوية والروسية في أغسطس 1849. ومع ذلك فقد كان لها تأثير كبير في تحرير الأقنان. بدأت عندما نظم الوطنيون المجريون مظاهرات جماهيرية في بشت وبودا (اليوم بودابست) في 15 مارس 1848، مما أجبر الحاكم الإمبراطوري على قبول مطالبهم ال 12 نقطة، والتي شملت حرية الصحافة، وانشاء وزارة مستقلة للمجريين المقيمين في بودا-بست ومسؤولة أمام برلمان منتخب شعبيا، وتشكيل الحرس الوطني، ومساواة مدنية ودينية كاملة، واجراء المحاكمة أمام هيئة محلفين، وانشاء بنك وطني، وجيش مجري، وانسحاب القوات الأجنبية من المجر (القوات النمساوية)، وتحرير السجناء السياسيين، والاتحاد مع ترانسيلفانيا. وقرأ ساندور بيتوفي المطالب بصوت عال وبطريقة شعرية في صباح ذلك اليوم قائلا: «نقسم نحن برب المجريين. باننا لن نكون عبيدا بعد اليوم». ووجه لويوش كوشوت ومعه بعض النبلاء الليبراليين الآخرين عبر مجلس الدايت نداءا إلى بلاط هابسبورغ بمطالب حكومة ممثلة وحريات مدنية. وأدت هذه الأحداث إلى استقالة الأمير النمساوي ووزير خارجيتها مترنيخ. وقد وافق الإمبراطور فرديناند على مطالب البرلمان في 18 مارس. ومع أن المجر ستبقى جزءا من الإمبراطورية من خلال الاتحاد الشخصي مع الإمبراطور، إلا أنه سوف يتم تأسيس حكومة دستورية. ثم مرر برلمان الدايت ماسميت بقوانين أبريل التي أسست مساواة الجميع أمام القانون، وهيئة تشريعية، وملكية دستورية وراثية، وإنهاء نقل الأراضي وتقييد استخدامها ومنع القنانة.
بعدما عبر يوسب يلاتشيتش بان كرواتيا الحدود لإعادة السيطرة على المناطق إلى هابسبورغ، ازدادت مطالبات الثورة حتى وصلت إلى حرب من أجل الاستقلال عن الإمبراطورية النمساوية. وقد تمكنت الحكومة الجديدة بقيادة لويوش كوشوت في صد قوات هابسبورغ في البداية. ومع أن هنغاريا قد اتخذت موقفا وطنيا موحدا من أجل حريتها، إلا أن بعض الأقليات في مملكة هنغاريا وهم صرب فويفودينا ورومان ترانسيلفانيا وبعض السلوفاك من المجر العليا قد دعموا إمبراطور هابسبورغ وقاتلوا ضد الجيش الثوري الهنغاري. وبالنهاية أي بعد سنة ونصف من القتال، سحقت الثورة عندما سار القيصر الروسي نيكولاي الأول إلى المجر ومعه أكثر من 300,000 جندي. وهكذا وضعت المجر تحت الأحكام العرفية الوحشية، مع عودتها إلى الحكم النمساوي. وقد فر المتمردون البارزون مثل كوشوت إلى المنفى أو أعدموا. إلا أن وعلى المدى الطويل أدت المقاومة السلبية بعد الثورة إلى التسوية النمساوية المجرية (1867) والتي بمقتضاها تمت ولادة الإمبراطورية النمساوية المجرية.

#### غاليسيا
كانت غاليسيا هي مركز الحركة الوطنية الأوكرانية، التي انقسمت اليوم بين أوكرانيا وبولندا. ففي 19 أبريل 1848 أطلقت مجموعة نواب يقودهم رجال الدين الكاثوليك اليونانيين التماسا للإمبراطور النمساوي. وأعربوا عن رغبتهم في أن تدرس اللغة الأوكرانية في مدارس مناطق غاليسيا حيث يمثل السكان الروثينيون (الأوكرانيون) الأغلبية، وأن تستخدم في المراسيم الرسمية للفلاحين؛ كان من المتوقع أن يفهم المسؤولون المحليون أن رجال الدين الروثينيين يجب أن يكونوا متساوين في حقوقهم مع رجال الدين من جميع الطوائف الأخرى.
في 2 مايو 1848، تم تأسيس المجلس الروثيني الأعلى (الأوكراني). وترأس المجلس (1848-1851) المطران اليوناني الكاثوليكي غريغوري ياخيموفيتش وتألف من 30 عضوا دائما. وكان هدفه الرئيسي هو تقسيم غاليسيا إداريا إلى الأجزاء الغربية (البولندية) والشرقية (الروثينية / الأوكرانية) داخل حدود الإمبراطورية هابسبورغ، وتشكيل منطقة منفصلة مع حكم ذاتي سياسي.

### السويد
خلال الفترة من 18-19 مارس، وقعت سلسلة من أعمال الشغب عرفت باسم اضطرابات آذار (بالسويدية: Marsoroligheterna) في العاصمة السويدية ستوكهولم. وانتشرت الإعلانات في المدينة مطالبة بالإصلاح السياسي، وفرقت القوات العسكرية حشدا مما أدى إلى سقوط 18 قتيل.

### سويسرا
شهدت سويسرا التي هي عبارة عن تحالف من الكانتونات صراعا داخليا. حيث حاولت سبع كانتونات الانفصال لتشكيل تحالف يعرف باسم (سوندربوند) أو «التحالف المنفصل» سنة 1845 إلى نزاع مدني قصير في نوفمبر 1847 قتل فيه حوالي مائة شخص. هزمت سوندربوند تماما، وانهى الدستور الجديد 1848 إلى الاستقلال شبه الكامل للكانتونات، مما حول سويسرا إلى دولة اتحادية.

### بولندا الكبرى
شهدت بولندا تمردا عسكريا للبولنديين ضد بروسيا في دوقية بوزنانيا الكبرى (أو منطقة بولندا الكبرى)، وهي جزء من بروسيا منذ ضمها في 1815.

### الإمارات الرومانية

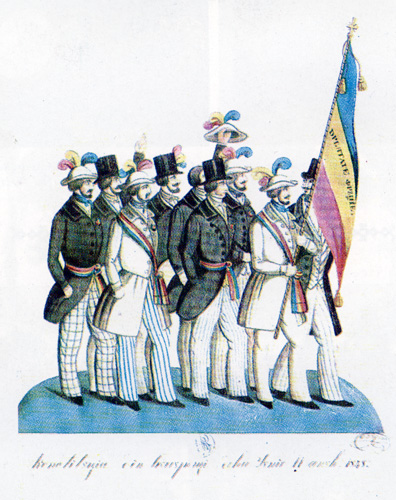
ثوار رومانيين في بوخارست سنة 1848, يحملون علمهم الثلاثي

بدأت انتفاضة القومية الرومانسية والليبرالية الرومانية في يونيو في إمارة الأفلاق. وارتبطت بقوة بثورة مولدوفا الفاشلة في 1848 وسعت إلى إسقاط الإدارة التي فرضتها سلطة الإمبراطورية الروسية في ظل نظام التنظيم العضوي وطالبت من خلال العديد من قادتها بإلغاء امتياز البويار. ونجحت الحركة التي قادها مجموعة من المثقفين وضباط جيش الأفلاق الشباب في إسقاط الأمير الحاكم غورغي بيبيسكو وحل محله حكومة مؤقتة، في سلسلة من الإصلاحات الليبرالية الكبرى ظهرت لأول مرة في اعلان إيسلاز.

### بلجيكا

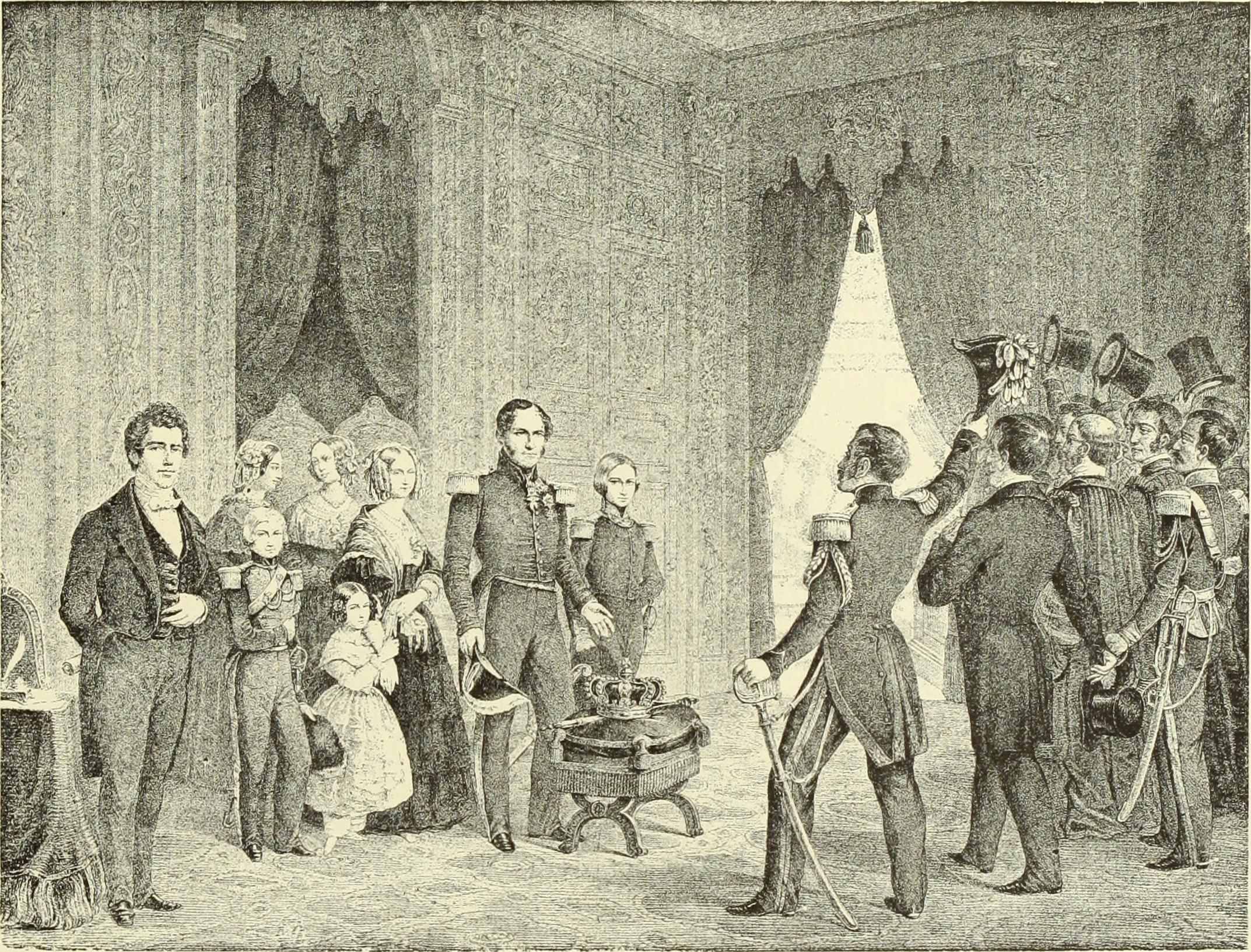
ليوبولد الأول ملك بلجيكا عارضا الاستقالة من التاج البلجيكي في 1848

لم تشهد بلجيكا اضطرابات كبيرة في 1848، على الرغم من وقوع العديد من المواجهات صغيرة النطاق. وقد اندلع عدد من أعمال الشغب المحلية، وتركزت في منطقة سيلون إندستريل الصناعية من مقاطعتي لياج وهينو. وكانت التهديدات الأكثر خطورة هي العدوى الثورية من الجماعات البلجيكية المهاجرة في فرنسا. بعد فترة وجيزة من الثورة في فرنسا، تشجع العمال البلجيكيين المهاجرين في باريس على العودة لبلجيكا للإطاحة بالملكية وإنشاء جمهورية. وقد طرد كارل ماركس من بروكسل في مطلع مارس بتهمة استخدام ميراثه في تسليح الثوار البلجيك.
وحاول ما يقرب من ستة آلاف من أفراد جماعة «الفيلق البلجيكي» عبور الحدود البلجيكية. تم إيقاف المجموعة الأولى، التي تسافر بالقطار، ونزع سلاحها بسرعة في كييفرين في 26 مارس 1848. وعبرت المجموعة الثانية الحدود في 29 مارس وتوجهت إلى بروكسل. واجهتهم القوات البلجيكية في قرية ريسكونز-توت وانهزموا. تمكنت عدة مجموعات أصغر من التسلل إلى بلجيكا، ولكن دعم حرس الحدود البلجيكي منعهم، وانهت هزيمة ريسكونس-توت التهديد الثوري لبلجيكا. وبدأت الحالة في بلجيكا تتعافى في ذلك الصيف بعد حصاد جيد، وعادت الانتخابات الجديدة بأغلبية قوية إلى الحزب الحاكم.

### أيرلندا
كانت حركة تمرد الشباب الأيرلندي [الإنجليزية] انتفاضة وطنية فاشلة قادها حركة شباب ايرلندا، وهي جزء من ثورات 1848 الواسعة التي أثرت على معظم أوروبا. وجرت في 29 يوليو 1848 في قرية بالينغاري جنوب تيبيراري. بعد أن طاردتهم قوة من الأهالي الأيرلنديين ومؤيديهم، قامت وحدة شرطة إيرلندية مسلحة قوامها نحو 50 رجلا بمهاجمة منزل واقتادوا من بداخلها رهائن. وتبع ذلك تبادل لإطلاق النار استمر عدة ساعات، إلا أن المتمردين فروا بعد وصول مجموعة كبيرة من تعزيزات «الشرطة». وقد أطلق عليها «تمرد المجاعة» (لأنه حدث خلال مجاعة أيرلندا الكبرى) أو معركة بالينغاري.
وكما هو الحال مع التمرد الأيرلندي السابق الذي قاموا في 1798 والذي سعى إلى محاكاة الثورة الفرنسية وبروز روبرت إيميت في 1803، استوحى شباب أيرلندا الفكرة من الجمهورياتية في القارة.

### بلدان أوروبية أخرى

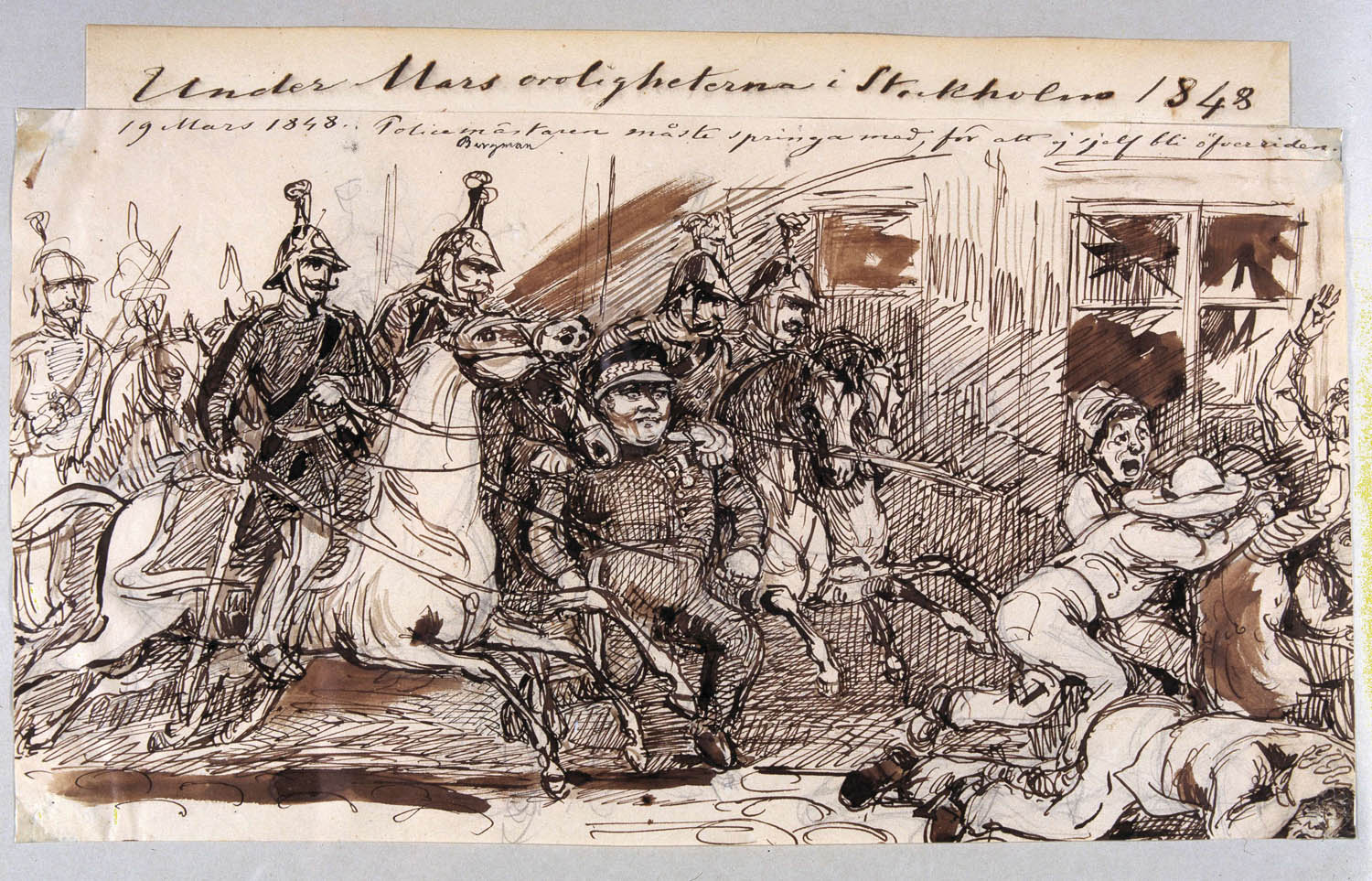
رسم ل "اضطرابات آذار" في ستوكهولم السويد 1848

لم تشهد بريطانيا العظمى وبلجيكا وهولندا والبرتغال وإسبانيا والإمبراطورية الروسية (بما في ذلك بولندا وفنلندا) والدولة العثمانية ثورات وطنية كبرى خلال هذه الفترة. كما أن السويد والنرويج لم تتضرر كثيرا. أما صربيا وعلى الرغم من أنها لم تتأثر رسميا بالثورات حيث كانت جزء من الدولة العثمانية إلا أنها دعمت نشاط الثوار الصرب في إمبراطورية هابسبورغ.
ويعزى الاستقرار النسبي في روسيا إلى عدم قدرة المجموعات الثورية على التواصل مع بعضها البعض. في مملكة بولندا ودوقية ليتوانيا الكبرى، فقد جرت الانتفاضات سنوات 1830-1831 (انتفاضة نوفمبر) و 1846 (تبرز اهمية انتفاضة كراكوف أنها قد قمعتها المذابح الغاليسية المناهضة للثورة)، ولم يحدث أي شيء في عام 1848. اما الثورة النهائية فقد وقعت في الفترة ما بين 1863-1865 (انتفاضة يناير).
وأيضا لم تتأثر كلا من البرتغال وسويسرا بثورات 1848 حيث أن كليهما يعيشان اجواء حرب أهلية في تلك السنوات، فحرب سوندربوند في سويسرا والحرب الليبرالية في البرتغال. وقد إدخل دستور سويسرا الاتحادي في 1848 وهو ثورة من نوع ما، مما وضع حجر الأساس للمجتمع السويسري الذي هو عليه الآن.
في هولندا، لم تظهر أي مظاهرات كبيرة لأن الملك فيلم الثاني قرر تغيير الدستور الهولندي لإصلاح الانتخابات والحد من فعالية السلطة الملكية.
أما في الدولة العثمانية فلم تحدث اضطرابات سياسية كبيرة في ذات الدولة، ولكن حدثت اضطرابات سياسية في بعض ولاياتها [الإنجليزية]. ففي صربيا ألغي الإقطاع وحدت سلطة الأمير الصربي مع الدستور التركي [الإنجليزية] في 1838.

### دول أخرى ناطقة بالإنجليزية

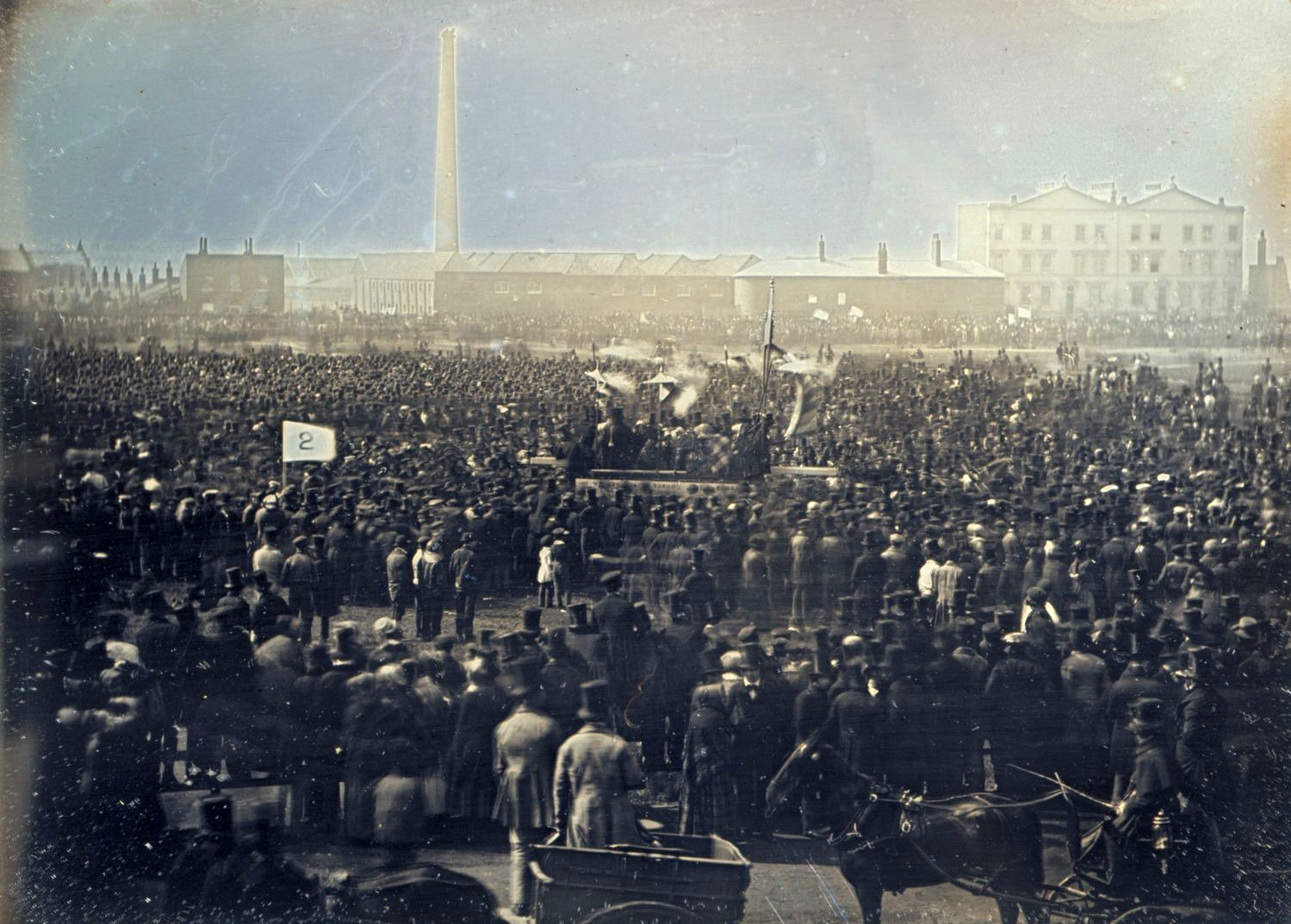
لقاء عام للحركة الميثاقية في إحدى ضواحي لندن 10 أبريل 1848

في بريطانيا، تم تهدئة الطبقة الوسطى خلال حق الانتخاب العام في قانون الإصلاح 1832؛ لذا فإن ما ترتب على ذلك من عصيان وعنف والتماسات للحركة الميثاقية جاءت مباشرة مع التماسها السلمي للبرلمان عام 1848. وقد أدى إلغاء التعريفات الزراعية الحمائية في عام 1846 - والتي أطلق عليها «قوانين الذرة» - إلى نزع فتيل بعض الحماس البروليتاري.
وفي جزيرة مان كانت هناك جهود حثيثة لإصلاح مجلس النواب المنتخب ذاتيا، إلا أنه لم تحدث هناك ثورة. وقد شجع بعض الإصلاحيين الأحداث في فرنسا على وجه الخصوص.
في الولايات المتحدة، كان التأثير الرئيسي من فشل تلك للثورات عليها هو الزيادة الكبيرة في الهجرة إليها، وخاصة من ألمانيا. وأدى ذلك إلى تأجيج حركة حزب لاأعلم شيئا الأهلية المضادة في السنوات التي سبقت الحرب الأهلية الأمريكية. وكانت تلك الحركة تعارض الهجرة الكاثوليكية، وخاصة هجرة الكاثوليك الألمان والأيرلنديين، واتهم البابا بيوس التاسع بالمسؤولية في فشل ثورات عام 1848.
بعد تمردات (1837-1838) شهدت سنة 1848 في كندا إنشاء حكومة مسؤولة في نوفا سكوتيا وكاناداس، وهي أول حكومة مثل هذا النوع في الإمبراطورية البريطانية خارج بريطانيا العظمى نفسها. يقول جون رالستون شاول أن هذا التطور مرتبط بالثورات في أوروبا، لكنه وصف النهج الكندي لسنة 1848 الثورية بأنه «يتحدث عن طريقته... خارج عن نظام سيطرة الإمبراطورية إلى نموذج ديمقراطي جديد»، وهو نظام ديمقراطي مستقر استمر حتى يومنا هذا. فنظام المحافظ (Tory) ونظام أورانج في كندا (Orange Order in Canada) المعارضة للحكومة المسؤولة جاءت في رأس أعمال الشغب الناجم عن مشروع قانون خسائر التمرد سنة 1849. ونجحوا في حرق مباني البرلمان في مونتريال، ولكن على عكس نظرائهم المعادين للثورة في أوروبا، فقد فشلوا في نهاية المطاف.

### غرناطة الجديدة
في أمريكا اللاتينية الإسبانية، ظهرت ثورة في غرناطة الجديدة سنة 1848، حيث طالب الطلاب الكولومبيون والليبراليون والمثقفون بانتخاب الجنرال خوسيه إيلاريو لوبيث. الذي تولى السلطة سنة 1849 وأطلق إصلاحات رئيسية وألغى الرق وعقوبة الإعدام، وتوفير حرية الصحافة والدين. واستمر الاضطراب الناتج في كولومبيا أربعة عقود؛ من 1851 إلى 1885، فتعرض البلد للدمار بسبب أربع حروب أهلية شاملة و50 ثورة محلية.

## تركة الثورات
لقد تعرضنا للضرب والإهانة ... تبعثرنا وسجنّا ونزع سلاحنا وكممت أفواهنا. لقد تلاشى مصير الديمقراطية الأوروبية من بين أيدينا.— بيير جوزيف برودون

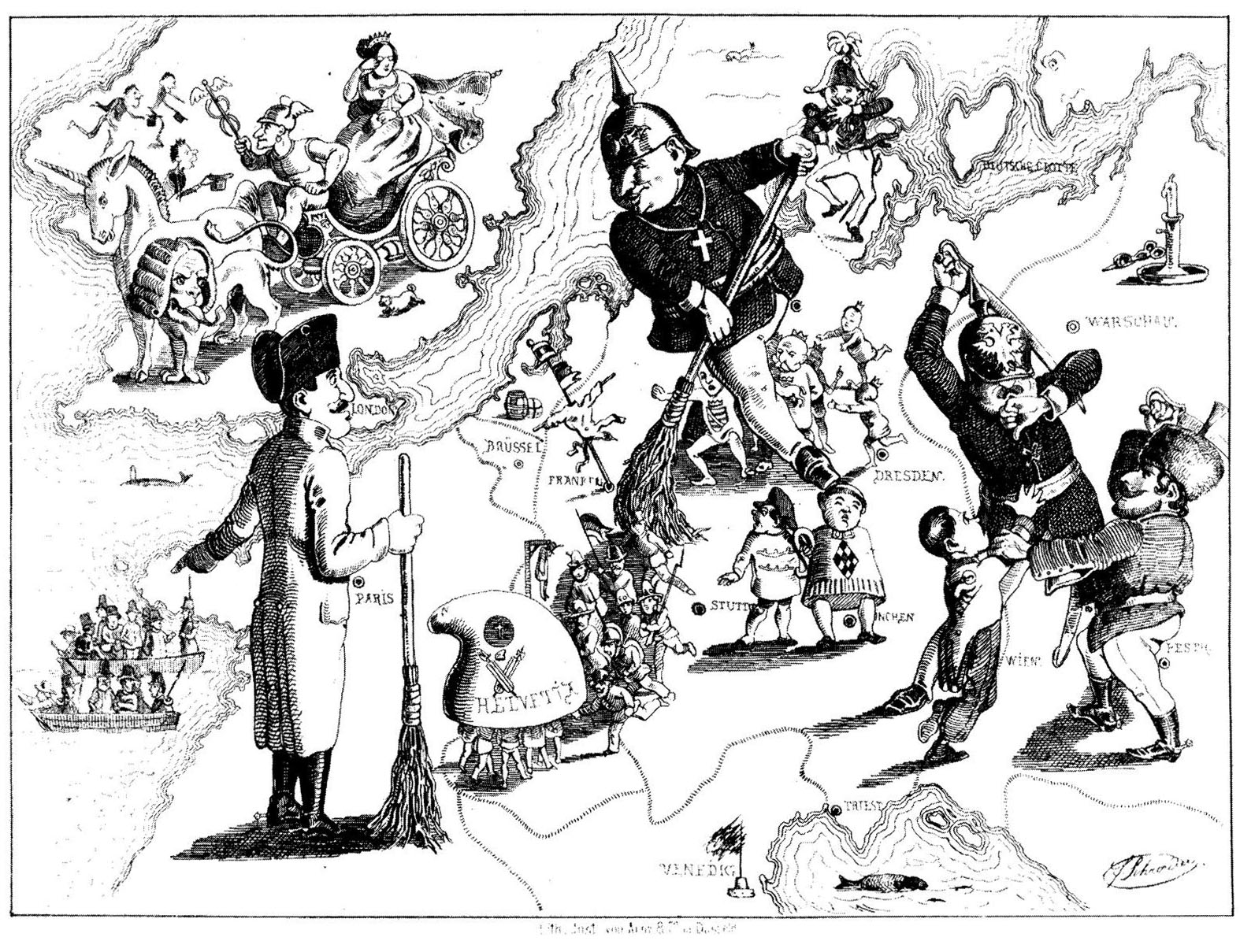
كاريكاتير فرديناند شرودر على هزيمة ثورات 1848/49 في أوروبا (نشرت في [Düsseldorfer Monatshefte], أغسطس 1849.)

كانت هناك ذكريات متعددة لتلك الثورات. لقد نظر الديمقراطيون إلى سنة 1848 بأنها ثورة للديمقراطية، مما ضمن على المدى الطويل الحرية والمساواة والإخاء. بينما ندد الماركسيون بتلك السنة وعدوها خيانة لمثل الطبقة العاملة من برجوازية غير مبالية للمطالب البروليتاريا المشروعة. أما القوميين فقد كانت سنة 1848 هو ربيع الأمل لهم عندما رفضت القوميات حديثة النشأة تلك الإمبراطوريات الحاكمة متعددة الجنسيات القديمة. فقد أصيبوا جميعا بخيبة أمل مريرة، ولكن على المدى القصير.
لم يتغير في عقد مابعد ثورة 1848 سوى القليل، حيث اعتبر معظم المؤرخين أن تلك الثورات فاشلة، نظرا لعدم وجود تغييرات هيكلية دائمة على ما يبدو. ومع ذلك فقد كان هناك بعض النجاحات الفورية لبعض الحركات الثورية، ولا سيما في أراضي هابسبورغ. فقد قضت كلا من النمسا وبروسيا على الإقطاع بحلول 1850، مما حسن من أوضاع الكثير من الفلاحين. وأيضا حققت الطبقات الأوروبية الوسطى مكاسب سياسية واقتصادية على مدى العقدين التاليين؛ فتمكنت فرنسا من الاحتفاظ بالاقتراع العام للذكور. وقامت روسيا لاحقا تحرير القنانة في 19 فبراير 1861. وبالنهاية كان على ملوك هابسبورغ إعطاء المجريين مزيدا من الحرية وتقرير المصير في أوسغليتش من 1867. وألهمت تلك الثورات قيام الدنمارك بعملية إصلاح دائم، بالإضافة إلى هولندا. ألهمت ثورات 1848 إلى قيام تشيلي بثورتها في 1851.
سكن الألمان المثقفين الفارين من تطهير الحكم الرجعي في أراضي تكساس هيل (تكسان الألمانية) في الولايات المتحدة. أما على نطاق أوسع فقد ترك العديد من الثوار الذين تعرضوا للخيبة والاضطهاد، وخاصة (وإن لم يكن حصرا) من ألمانيا والإمبراطورية النمساوية، فقد تركوا أوطانهم وذهبوا إلى المنفى في العالم الجديد أو في الدول الأوروبية الأكثر ليبرالية.

## وصلات خارجية
- ربيع الشعوب - الثورة الفرنسية (جزيرة وثائقية) على يوتيوب.